# Polnische Volleyballnationalmannschaft der Frauen

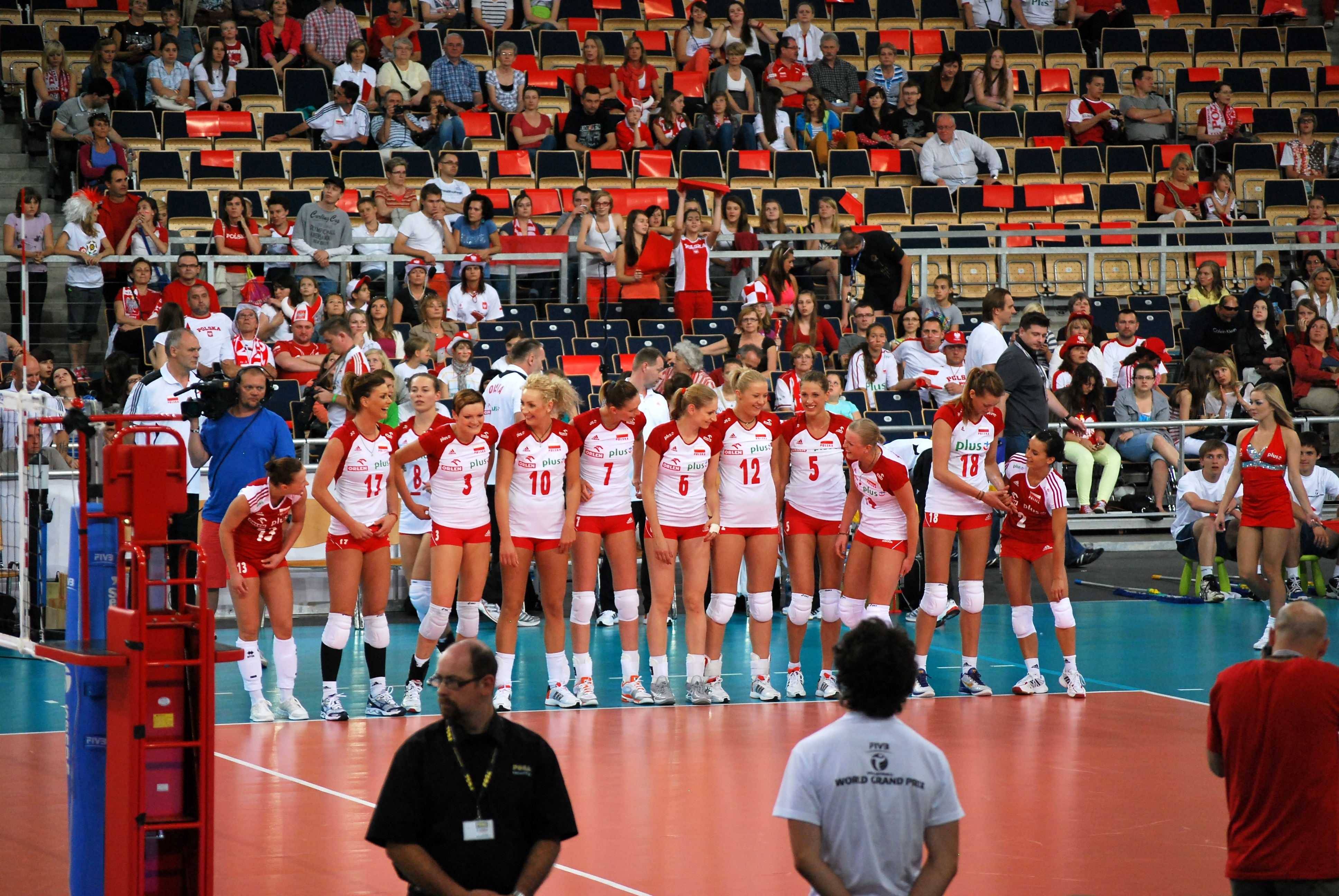
Polen vor einem Volleyball-World-Grand-Prix-Spiel 2012 in Łódź

Die polnische Volleyballnationalmannschaft der Frauen ist eine Auswahl der besten polnischen Spielerinnen, die den polnischen Verband (Polski Związek Piłki Siatkowej) bei internationalen Turnieren und Länderspielen repräsentiert.

## Geschichte

### Weltmeisterschaften
Bei der ersten Volleyball-Weltmeisterschaft 1952 feierte die polnischen Frauen ihren bislang größten Erfolg, als sie erst im Finale vom Gastgeber Sowjetunion geschlagen wurden. Bei den nächsten drei Turnieren gab es zwei dritte und einen vierten Platz. Nach der verpassten WM 1967 gab es in den 1970er Jahren mit Rang neun und elf deutlich schlechtere Platzierungen. Nach einer längeren Pause kehrte Polen 2002 zurück, kam aber nicht über den 13. Rang hinaus. Bei der WM 2006 scheiterten die Polinnen in der zweiten Runde. Auf Platz neun landete man bei der WM 2010. Als Co-Gastgeberinnen der WM 2022 (gemeinsam mit Niederlande) wurden die Polinnen Siebte.

### Olympische Spiele
Polen gewann bei den ersten beiden Turnieren 1964 und 1968 jeweils Bronze und war danach lange Zeit nicht dabei. 2008 in Peking gelang den polnischen Frauen lediglich ein Sieg gegen Venezuela; damit schieden sie nach der Vorrunde aus und wurden Neunter. Nach sechzehnjähriger Pause qualifizierten die Polinnen sich 2024 in Paris wieder für die Olympischen Spiele und erreichten das Viertelfinale.

### Europameisterschaften
Bei den ersten acht Volleyball-Europameisterschaften von 1949 bis 1971 war Polen immer unter den besten drei Mannschaften. 1949, 1955, 1958 und 1971 belegten die Polinnen den dritten Rang; 1950, 1951, 1963 und 1967 verloren sie jeweils das Endspiel gegen die Sowjetunion. Danach wurden die Ergebnisse allmählich schlechter. In den 1980er und 1990er Jahren lag Polen meistens um Platz neun. 1993 verpassten die polnischen Frauen ihr bislang einziges EM-Turnier. Ab Ende der 1990er Jahre ging es wieder aufwärts. 2003 wurde Polen mit einem Finalsieg gegen Gastgeber Türkei erstmals Europameister. Zwei Jahre später gelang gegen Italien die Titelverteidigung. Bei der EM 2007 wurde Polen Vierter. 2009 im eigenen Land holte man die Bronzemedaille, bei der EM 2011 wurde Polen Fünfter. 2013 folgte Platz elf, 2015 Rang acht und 2017 Platz zehn. 2019 schafften sie wieder den Sprung unter die besten vier. 2021 wurden Polen Fünfter.

### Nations League
Bei ihren Teilnahmen an der Nations League 2019 wurde Polen Neunter, 2020 Fünfter und 2021 Elfter. Ihr bis dahin bestes Ergebnis erreichten sie 2023 mit dem dritten Platz.

### World Cup
Polen nahm 2003 erstmals am World Cup teil und wurde Achter. 2007 gab es den sechsten Rang.

### World Grand Prix
Bei der ersten Teilnahme am World Grand Prix belegten die Polinnen 2004 den achten Platz. Ein Jahr später steigerten sie sich um einen Rang und nach dem Rückschlag 2006 (Platz zwölf) erreichten sie 2007 den sechsten Platz. 2008 wurden sie Zehnter, 2009 Siebter, 2010 Sechster, 2011 Zehnter und 2012 Achter. Ab 2013 kamen sie nicht mehr über den 13. Platz hinaus.

### Europaliga
An der Europaliga hat Polen drei Mal teilgenommen und wurde 2014 Dritter, 2015 und 2016 jeweils Fünfter.

### Nations League
An der seit 2018 ausgetragenen Nations League nehmen die Polinnen seit der ersten Ausgabe teil. 2019 erreichten sie die Finalrunde der besten sechs Teams, verloren jedoch beide Spiele. 2023 und 2024 belegten sie jeweils den dritten Platz.